# LAN-Party

DreamHack-LAN 2004 mit über 5.000 Teilnehmern

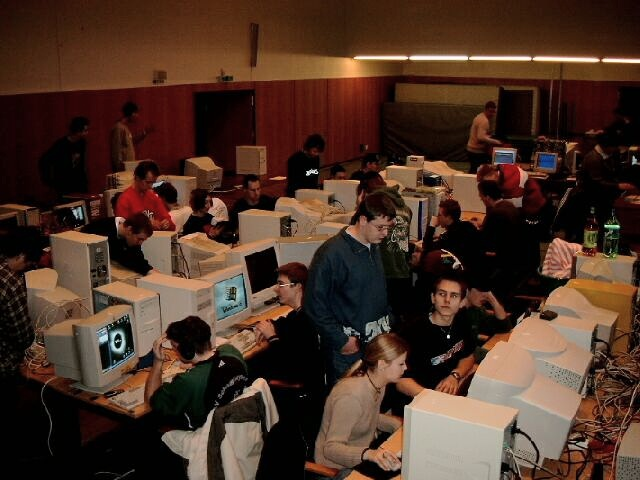
Mittelgroße LAN-Party mit 110 Teilnehmern (2003)

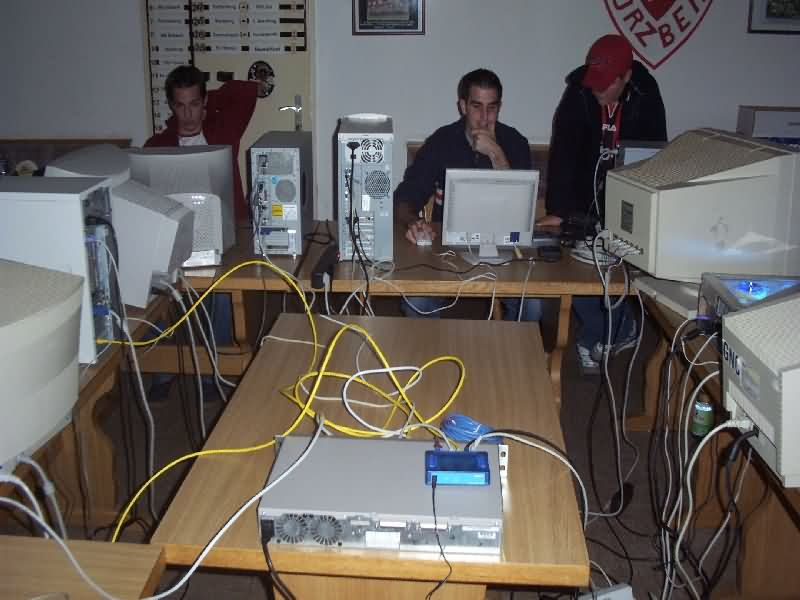
Kleine private Netzwerkparty: „Keller-LAN“ (2005)

Eine LAN-Party (oder schlicht LAN) ist ein Zusammenschluss von privaten Computern, die durch ein lokales Netzwerk (Local Area Network, LAN) verbunden werden. Dabei messen sich die Teilnehmer in Computerspielen. Bei einer organisierten Veranstaltung über das Internet oder über Richtfunkstrecken, z. B. von Universitäten, spricht man hingegen von einer WAN-Party (Wide Area Network, WAN).

## Geschichte
Die erste Art einer LAN-Party entstand 1987 durch das Computerspiel MIDI Maze für den Atari ST. Dieses wurde allerdings nicht über ein typisches Netzwerk-Bussystem wie Thin Ethernet oder Fast Ethernet gespielt, sondern mangels Alternativen über die MIDI-Schnittstelle. Da der Atari ST vergleichsweise gering verbreitet war, gab es nur wenige dieser Treffen.
Die erste in Europa erfolgreiche und etwas verbreitetere Vorläuferform heutiger LAN-Partys trat Anfang der 1990er Jahre mit Autorennspielen auf, insbesondere mit Lotus Esprit Turbochallenge, bei dem vier Spieler mit über serielle Schnittstellen verbundenen Rechnern im selben Rennen antreten konnten. Auf sogenannten Tournaments trafen dabei größere Spielergruppen zusammen, die abwechselnd in mehreren Rennen um die besten Platzierungen wetteiferten.
Mitte der 1990er-Jahre, als es bei vielen Computerspielen möglich wurde, über ein Computernetz mit anderen Spielern gemeinsam ein Spiel zu spielen, nahmen zunächst private, später auch zunehmend kommerzielle und professionell organisierte LAN-Partys immer mehr zu. Vorreiter und die ersten erfolgreichen Spiele, welche die Mehrspieler-Technik nutzten, waren unter anderem Doom, Duke Nukem 3D, Warcraft II und Command & Conquer.
Ein allgemeiner Fokus bei den Spielen liegt klar auf Ego-Shootern, da diese einfachen Spielregeln unterworfen sind. Als Klassiker gilt hier das aus Half-Life hervorgegangene Multiplayer-Spiel Counter-Strike, das seinen Siegeszug zu einem der erfolgreichsten Shooter als kostenlose Beta-Version auf LAN-Partys startete. Einige wenige Echtzeit-Strategiespiele werden ebenfalls häufig gespielt; andere Genres trifft man meistens nur auf privaten LAN-Partys an, hierbei handelt es sich auch eher um Spiele, die weniger einen Wettbewerbscharakter haben als dem Zeitvertreib dienen.
Seither hat sich in vielen Ländern der Welt eine LAN-Party-Szene entwickelt, mit eigenen Websites, Moden und Idolen. Länder mit einer ausgeprägten LAN-Party-Szene sind unter anderem Deutschland, Österreich, Schweden, Schweiz, Südkorea und die USA. Mit der wachsenden Beliebtheit von LAN-Partys wuchsen auch die Ausmaße. Waren es anfangs noch kleine LAN-Partys unter Freunden, sind es nun mehr und mehr große Veranstaltungen, die von Organisatoren geleitet werden. In der ersten Hälfte der 2000er Jahre war hier ein regelrechter Boom zu verzeichnen. Die Anzahl der LAN-Partys geht allerdings seit ungefähr 2005 zurück, da seither Breitbandanbindungen an das Internet immer verbreiteter wurden und mit diesen genauso gut von Zuhause aus mit anderen zusammen gespielt werden kann. Außerdem werden immer mehr Spieler an Massen-Mehrspieler-Online-Spiele (meistens MMORPGs) gebunden.

### Seit dem Breitband-Ausbau
Seit Mitte der 2000er-Jahre schwindet die Bedeutung der LAN-Party-Szene allerdings. Das Veranstaltungsfeld dünnt sich zunehmend aus, wobei vor allem kleine Partys mit bestehender Gemeinschaft sowie einige wenige Großevents und über Jahre etablierte Partys mit hohem Stammgastanteil erhalten bleiben. Der allgemeine Reiz an einer LAN-Party ist u. a. durch die großflächige Verfügbarkeit von Breitband-Internetzugängen mit Flatrate in Deutschland stark zurückgegangen. Ebenfalls in Betracht zu ziehen ist der immer größer werdende Anteil von nicht LAN-kompatiblen Spielen. Viele Publisher der heutigen Zeit bevorzugen einen Internetmodus für ihre Spiele, um diese sicherer gegenüber illegalen Kopien zu machen. Gerade das Kopieren von Dateien aller Art war bei LAN-Partys selbst durchaus ein Aspekt, da das dort Anfang der 2000er-Jahre verbreitete Fast Ethernet (100 MBit/s) gegenüber den damaligen Analog- oder ISDN-Anschlüssen rund 1000-mal schneller und zudem kostenlos war.
Dem Schwinden der kulturellen Vielfalt von LAN-Partys gegenüber steht der wachsende Markt des E-Sports, in dem kommerzielle Anbieter Massenevents austragen.

## Öffentliche und private LAN-Partys
Grundsätzlich kann man zwischen privaten und öffentlichen LAN-Partys unterscheiden.
Die private LAN-Party ist meist ein Treffen unter Freunden in eigenen oder gemieteten Räumen mit ausschließlich eigener Ausrüstung.
Die öffentliche LAN-Party wird von einem offiziellen Veranstalter organisiert, ist meist kostenpflichtig und geht über mehrere Tage (üblicherweise ein Wochenende) mit bis zu mehreren tausend Teilnehmern. Deswegen stellt der Veranstalter fast immer auch Schlafräume zur Verfügung, sorgt für das Catering, den Strom und das Computernetzwerk. Die Organisation einer solchen Veranstaltung wird mit zunehmender Teilnehmeranzahl immer schwieriger und komplexer. Nicht nur der Bedarf an Strom und spezieller Netzwerkausrüstung (wie einem schnellen Gigabit-Backbone) steigt, es treffen die Veranstalter in zunehmendem Umfang auch rechtliche Vorschriften wie z. B. ausreichend breite Fluchtwege oder einem Sanitätswachdienst. Problematisch auf öffentlichen LAN-Partys kann auch die Einhaltung des Jugendschutzes sein: Während auf privaten LAN-Partys oftmals auch minderjährige Spieler anzutreffen sind, die Spiele ohne entsprechende Alterseinstufung spielen, müssen die Organisatoren öffentlicher LAN-Partys für die Einhaltung des Jugendschutzgesetzes sorgen.
Neben den einfachen Computerspielen im Netzwerk werden auch Turniere in verschiedenen Spielen abgehalten. Dabei wird entweder in der Gruppe (Clan) oder einzeln gegeneinander gespielt. Danach folgt für gewöhnlich eine Siegerehrung und das Ende der LAN-Party.
Der spielerische Wettkampf und das Treffen mit Freunden und Gleichgesinnten sind die Hauptmotivation für den Besuch von LAN-Partys, was entgegen der öffentlichen Meinung der Gemeinschaft und dem Zusammengehörigkeitsgefühl dienlich ist.

## Kontroverse
In Deutschland sind LAN-Partys spätestens seit dem Amoklauf von Erfurt in die öffentliche Diskussion gelangt (siehe auch Fiktionale Gewalt). Durch teilweise einseitige Berichterstattung der Medien ist die LAN-Party in den Augen der Öffentlichkeit in Verruf geraten, unter anderem, da auf diesen Veranstaltungen eben genau Ego-Shooter sehr populär sind. In der Folge kämpfen viele Veranstalter mit zurückgehender Unterstützung durch Gemeinden oder Vereine, auf deren Räumlichkeiten sie häufig angewiesen sind. So wurde z. B. im Bundesland Bayern das Abhalten von LAN-Partys in Schulgebäuden generell untersagt.

### Rekorde
Das Streben nach immer größeren Veranstaltungen spielte in der Frühphase der LAN-Party-Szene eine wichtige Rolle.
Die erste Überschreitung der 1.000-Teilnehmer-Grenze vollzog die Gamers Gathering im Dezember 1999 mit 1.600 Teilnehmern in Duisburg. Der DarkBreed e. V. hatte im Jahre 2000 deutschlandweit den Rekord mit seiner Veranstaltung „Breaking Normality“ auf 2.500 Teilnehmer gebracht. Dieser Rekord wurde erst nach über vier Jahren von der Firma innovaLAN Entertainment GmbH mit der Northern LAN Convention Winter 2004 (3.150 Teilnehmer) eingestellt. Dieser Rekord wurde vom selben Veranstalter mit der NorthCon Winter 2005 vom 16.–18. Dezember 2005 mit circa 3.553 Teilnehmern weiter verbessert.
Doch im europäischen Vergleich liegt Deutschland noch weit zurück. Mit jeweils über 5.000 Teilnehmern sind die beiden LAN-Partys The Gathering in Norwegen und DreamHack in Schweden die wohl größten Veranstaltungen dieser Art, welche allerdings ihren Ursprung in der Demoszene und nicht wie die meisten in der E-Sport-Szene haben.
Laut Guinness-Buch der Rekorde hielt die DreamHack Winter 2004 mit insgesamt 5.854 Rechnern im Netzwerk den alleinigen Weltrekord. Diesen hat die Folgeveranstaltung aus eigenem Hause im Winter 2006 mit 10.638 Teilnehmern und 8.531 Rechnern übertrumpft.
Im Dezember 2006 wurde die Dimension 6 durchgeführt, die mit 6.280 Plätzen in den Messehallen Bremen für einen neuen Weltrekord angelegt war, das Ziel jedoch verfehlte. Laut der offiziellen Zählung auf der Homepage haben insgesamt 3.142 Personen für diese LAN bezahlt.
Ein Jahr später konnte in Schweden mit der DreamHack der Rekord mit 10.455 angeschlossenen Computern eingestellt werden.